# Battaglia di Tindari
La battaglia di Tindari fu una battaglia navale minore della prima guerra punica che ebbe luogo al largo di Tyndaris, in Sicilia nel 257 a.C.

## Situazione
La colonia greca di Tyndaris era stata fondata nel 396 a.C. sulla costa tirrenica della Sicilia. Città assoggettata a Siracusa, aveva dovuto accettare lo stanziamento di truppe cartaginesi nel quadro delle ostilità di Gerone II contro i Mamertini di Messina; la presenza cartaginese ne fece un obiettivo militare per la flotta di Roma.
Dopo la battaglia navale di Milazzo la flotta romana si batté con i cartaginesi a Sulci in Sardegna. Mentre  Gaio Sulpicio Patercolo si muoveva in Sardegna, il collega Aulo Atilio Calatino insieme al collega Gaio Aquilio Floro che comanderanno delle legioni in Sicilia. Avendo i Cartaginesi rifiutato una battaglia a Palermo i Romani conquistarono Hippana, e dopo assedi, le città di Mytistratum, di Camarina che si era ribellata, di Enna e altre piccole città cartaginesi.

## La battaglia
Anche sullo svolgimento di questa battaglia si hanno scarse notizie. Polibio lo storico greco che in massima parte ci fornisce i dati la descrive in poche righe.
(Polibio, Storie, I, 25, BUR. Milano, 2001. trad.: M. Mari.)
Il console Gaio Atilio Regolo era approdato a Tindari. Una descrizione così "tranquilla" fa pensare che la città fosse passata in mani romane (o almeno siracusane) tanto da permettere l'uso delle strutture da parte della flotta romana. Gaio Atilio vide che la flotta cartaginese incrociava al largo di Tindari senza mantenere la formazione riuscendo quindi più vulnerabile.
Immediatamente partì l'ordine di attacco e, senza attendere il resto della flotta, Gaio Atilio, con dieci navi si lanciò contro le navi dei nemici.
I Cartaginesi non ci misero molto a notare che le rimanenti navi romane erano anch'esse disorganizzate; alcuni equipaggi si imbarcavano lentamente e solo qualche nave cominciava a salpare; Gaio Atilio era praticamente solo. Visto ciò i comandanti cartaginesi accettarono lo scontro; virarono di bordo e si lanciarono contro le navi romane.
La flotta punica doveva essere abbastanza numerosa perché Polibio ci dice che i cartaginesi "circondarono" le navi romane e le distrussero. Mancarono però di catturare la nave del console e il suo equipaggio; la nave -dice Polibio- era "veloce nella navigazione" e "con un ottimo equipaggio".
Lo scontro prese un secondo aspetto quando il resto della flotta romana arrivò sul teatro della battaglia. I Romani si radunarono disponendosi in linea, in formazione di battaglia. Il risultato fu la cattura di dieci navi cartaginesi complete di equipaggio e l'affondamento di altre otto. Il resto della flotta cartaginese, di cui sfortunatamente non conosciamo l'entità, riuscì a fuggire e a riparare alle isole Lipari.

## Dopo la battaglia
Nel periodo successivo, mentre le truppe terrestri si affrontavano stancamente in Sicilia, entrambi i contendenti ritennero che la partita delle battaglie navali fosse conclusa con un risultato di sostanziale parità. Entrambi i contendenti si dedicarono al rafforzamento della propria flotta.
Roma, in particolare, allestì una flotta di trecentotrenta navi "lunghe coperte" (cioè navi da guerra) e l'anno successivo si spinsero fino al Capo Ecnomo per prepararsi all'invasione dell'Africa. I cartaginesi, per contro, inviarono una flotta di trecentocinquanta navi a Eraclea Minoa che era ancora nelle loro mani; intendevano realizzare un'azione analoga contro i Romani, in Sicilia.

Sulle reali dimensioni delle flotte, come in genere tutte le cifre fornite dagli storici dell'epoca in relazione alle guerre e alle battaglie, le discussioni sono aperte. In genere si tende a ritenere le cifre molto o leggermente minori (a seconda delle dimensioni probabili). Però vi sono interpretazioni storiche che tendono a ritenere le cifre fornite da Polibio - data la sua competenza in materia militare- abbastanza precise e credibili.

## Fonti
- Polibio, Storie, Bur, Milano, 2001, trad.: M. Mari.